# Накнек (језеро)
Накнек (енгл. Naknek Lake) је језеро у Сједињеним Америчким Државама. Налази се на територији америчке савезне државе Аљаске. Површина језера износи 627 ².